# Klaus Stiglat
Klaus Stiglat (Insterburg, Prússia Oriental, 3 de agosto de 1932) é um engenheiro civil alemão.

## Biografia
Stiglat cresceu na Prússia Oriental e estudou engenharia civil de 1952 a 1957 na TH Karlsruhe, onde foi assistente de Bernhard Fritz (até 1965) no Institut für Baustatik e obteve um doutorado em 1960 com a tese Beitrag zur numerischen Berechnung der Schnittkräfte von rechteckigen und schiefen Platten mit Randbalken. A colocação de Stiglat e Herbert Wippel na cátedra foi por sugestão expressa do assistente de Fritz Heinrich Bechert, com o objetivo de preparar a teoria estática de placas para a prática de construção. De 1968 a 2000 foi sócio do Ingenieurgruppe Bauen, fundado por ele e Ernst Buchholz, Horst Weckesser e Herbert Wippel. De 1968 a 2000 foi Prüfingenieur für Baustatik.

## Bauingenieure und ihr Werk
O livro contém artigos sobre 97 engenheiros civis de países de língua alemã, parcialmente autobiográficos. Os engenheiros civis retratados são:
Arnold Agatz, Wolfhardt Andrä, Hugo Bachmann, Rudolf Barbré, Walther Bauersfeld, Willi Baur, Hermann Bay, Heinrich Bechert, Hubert Beck, Kurt Beyer, Kuno Boll, Friedrich Bornscheuer, Paul Böss, Reinhold Braschel, Gottfried Brendel, Ernst Chwalla, Wilhelm Cornelius, Friedrich Czerny, Karl Deininger, Franz Dischinger, Heinz Duddeck, Georg Ehlers, Josef Eibl, Otto Eiselin, Friedrich Engesser, Karl Federhofer, Ulrich Finsterwalder, Wilhelm Flügge, Gotthard Franz, Bernhard Fritz, Wilhelm Fuchssteiner, Karl Girkmann, Hanno Goffin, Hans Grassl, Volker Hahn, Robert von Halasz, Siegfried Hasenjäger, August Hertwig, Hellmut Homberg, Herbert Hotzler, Emil Mauritz Hünnebeck, György Iványi, Charlotte Jurecka, Walter Jurecka, Karl Kammüller, Gaspar Kani, Wilhelm Klingenberg, Kurt Klöppel, Werner Koepcke, Tihamér Koncz, Karl Kordina, Theodor Kristen, Arthur Lämmlein, Fritz Leonhardt, Peter Martens, Alfred Mehmel, Ernst Melan, Emil Mörsch, Leopold Müller, Ulrich Müther, Friedrich Nather, Leonhard Obermeyer, Josef Oxfort, Alfred Pauser, Jörg Peter, Helmut Pfannmüller, Alf Pflüger, Klaus Pieper, Stefan Polónyi, Adolf Pucher, Ernst Rausch, Friedrich Reinitzhuber, Hubert Rüsch, Sargis Safarian, Rudolf Saliger, Konrad Sattler, Reiner Saul, Karl Schaechterle, Herbert Schambeck, Gottwalt Schaper, Jörg Schlaich, Ferdinand Schleicher, Martha Schneider-Bürger, Hans Siebke, Wilhelm Silberkuhl, Friedrich Standfuß, Holger Svensson, Anton Tedesko, Friedrich Voß, René Walther, Bernhard Wedler, Fritz Wenzel, Louis Wintergerst, Hans Wittfoht, Günter Worch, Wolfdietrich Ziesel, Günter Zumpe

## Publicações selecionadas
- Rechteckige und schiefe Platten mit Randbalken, Munique: Ernst 1962
- com Herbert Wippel: Platten, Ernst und Sohn, 1966, 3.ª Edição 1983
- Schon genormt?: Karikaturen eines Bauingenieurs, Ernst und Sohn 1993
- Schon zertifiziert? Karikaturen eines Bauingenieurs, Ernst und Sohn 1998
- Brücken am Weg: Frühe Brücken aus Eisen und Beton in Deutschland und Frankreich, Ernst und Sohn 1996
- como editor e coautor: Bauingenieure und ihr Werk, Ernst und Sohn 2004 (1.ª Edição 1999)
- Apokalypse Bau. Aus dem Alltag eines Bauingenieurs. Karikaturen aus zwei Jahrzehnten, Ernst und Sohn 2010
- Bauingenieur? Bauingenieur!. Aufsätze, Reden, Essays, Ernst und Sohn 2012
- Geschichte der Bautechnik: Anmerkungen eines Beratenden Ingenieurs, Vortrag auf der 1. Jahrestagung der Gesellschaft für Bautechnikgeschichte am 8. November 2013 am Lehrstuhl für Tragkonstruktionen, RWTH Aachen, Bautechnik, Volume 91, abril de 2014, p. 292–297.
- Brücken: Form, Konstruktion, Kritik, Bautechnik, Volume 89, fevereiro de 2012, p. 128–136.
- Aus der Frühzeit des Betonbaus, Bautechnik, Volume 89, julho de 2012, p. 484–491.
- Bücher sind Brücken: Ein Streifzug durch 300 Jahre Bauingenieurliteratur, Ernst und Sohn 2017